# Forrest (rivier)
De rivier Forrest is een rivier in de regio Kimberley in West-Australië.

## Geschiedenis
De traditionele bewoners van het stroomgebied van de Forrest zijn de Ngarinjin en Yeidji Aborigines.
J.E. Coghlan gaf de rivier haar naam toen hij in 1884 een hydrografische studie in de streek uitvoerde. Hij vernoemde de rivier naar John Forrest, die op dat moment landmeter-generaal was en later de eerste premier van West-Australië zou worden.

### Het Forrest River bloedbad
In 1926 vond een bloedbad plaats toen een aboriginesman, genaamd Lumbia, de verkrachting van zijn vrouw Anguloo wreekte door de dader, Frederick Hay, de mede-eigenaar van de Nulla Nulla Station, te vermoorden. De politieagenten Graham St Jack en Denis Regan leidden een groepje van dertien mannen om Lumbia in te rekenen. Ze ondernamen meedogenloze wraakacties tegen de aboriginesbevolking van de Anglicaanse Forrest River-missie. Een koninklijke onderzoekscommissie wees uit dat minstens elf mensen werden vermoord.

## Geografie
De Forrest ontspringt net ten oosten van Pseudomys Hill in het nationaal park Drysdale River, honderd kilometer ten westen van Wyndham. Ze stroomt in oostelijke richting, door de Camerapoel (27m) en mondt uit in de westelijke arm van de golf van Cambridge. De rivier wordt gevoed door zeven waterlopen:
- Ernest River (113m)
- Yoygin Creek (68m)
- Warringali Creek (60m)
- Warambur Creek (32m)
- Argnal Creek (20m)
- Patrick River (1m)
- Bremla Creek (0m)